# Mythimna khasiensis
Mythimna khasiensis är en fjärilsart som beskrevs av Márton Hreblay. Mythimna khasiensis ingår i släktet Mythimna och familjen nattflyn. Inga underarter finns listade i Catalogue of Life.